# Maria Rosendorfsky
Maria Rosendorfsky (* um 1980 in Wien) ist eine Opern-, Operetten und Musicalsängerin in der Stimmlage Sopran.

## Wirken
Maria Rosendorfsky studierte bei Margaret Zimmermann und Sebastian Vittucci Sologesang und bei Carolyn Hague und Birgid Steinberger Liedgesang und musikalisches Unterhaltungstheater bei Isabella Fritdum. Nach Abschluss ihrer Studien mit Auszeichnung setzte sie ihre Ausbildung bei Carol Blaickner-Mayo fort. Sie sang u. a. an der Wiener Staatsoper, an der Wiener Volksoper, am Theater am Gärtnerplatz und Landestheater Eisenach. Festengagements führten die Sängerin an das Theater Ulm (2004–2006), an das Staatstheater Meiningen (2006–2012) und ab 2012 wieder an das Theater Ulm.
Neben ihrer Bühnenpräsenz ist sie als Konzertsängerin, auch mit Neuer Musik und in Oratorien tätig. Sie sang in China, Japan, Ungarn, Albanien, Italien und in den USA.

## Repertoire (Auswahl)
- Elisabetta (Maria Stuarda)
- Zerlina (Don Giovanni)
- Musetta (La Bohème)
- Ännchen (Der Freischütz)
- Maria (West Side Story)
- Susanna (Die Hochzeit des Figaro)
- Pamina (Die Zauberflöte)
- Stasi (Die Csárdásfürstin)
- Sophie (Der Rosenkavalier)
- Mi (Das Land des Lächelns)